# James Vincent
James Vincent (19 de julio de 1882-12 de julio de 1957) fue un actor y director cinematográfico de nacionalidad estadounidense, activo en la época del cine mudo. Actuó en un total de 23 filmes entre 1910 y 1951, dirigiendo 18 desde 1915 a 1931. 

## Biografía
Nacido en Springfield, Massachusetts, en 1920 fue elegido presidente de la Motion Picture Directors Association, organización que en 1936 pasó a ser el Sindicato de Directores de Estados Unidos.
Falleció en la ciudad de Nueva York, en 1957.

## Filmografía completa

### Actor
- The Grandmother (1909)
- The Egret Hunter, de Sidney Olcott (1910)
- A Colonial Belle, de Sidney Olcott (1910)
- The Perversity of Fate, de Sidney Olcott (1910)
- The Touch of a Child's Hand (1910)
- Prisoners of War, de George Melford (1913)
- A Mississippi Tragedy (1913)
- The Pursuit of the Smugglers, de J.P. McGowan (1913)
- A Plot for a Million (1913)
- The Secret Marriage (1913)
- The River Pirates (1913)
- A Victim of Heredity (1913)
- The Terror of Conscience (1913)
- The Wheel of Death (1913)
- The Detective's Trap (1913)
- Out of the Jaws of Death (1913)
- Shenandoah, de Kenean Buel (1913)
- The Hidden Witness (1913)
- A Stolen Identity (1913)
- The Lost Diamond (1913)
- A Virginia Feud, de Robert G. Vignola (1913)
- The Blind Basket Weaver (1913)
- The Fatal Legacy (1913)
- Uncle Tom's Cabin, de Kenean Buel y Sidney Olcott (1913)
- In the Hands of the Brute, de Sidney Olcott (1914)
- The Mother of Men, de Sidney Olcott (1914)
- The Land of the Lost (1914)
- The Idle Rich, de Sidney Olcott (1914)
- The Wolf Unmasked (1915)
- Nan o' the Backwoods, de Sidney Olcott (1915)
- The Ghost of Twisted Oaks, de Sidney Olcott (1915)
- The Taint, de Sidney Olcott (1915)
- The Emperor Waltz, de Billy Wilder (1948)
- The Prince Who Was a Thief, de Rudolph Maté (1951)

### Director
- In the Tennessee Hills (1915)
- The Melting Pot, codirigida con Oliver D. Bailey (1915)
- Gold and the Woman (1916)
- Sins of Men (1916)
- Ambition (1916)
- The Unwelcome Mother (1916)
- Love and Hate (1916)
- The Battle of Life (1916)
- Love Aflame, codirigida con Raymond Wells (1917)
- Sister Against Sister (1917)
- A Royal Romance (1917)
- Wrath of Love
- The Hidden Hand
- The Spirit of Lafayette (1919)
- A Woman in Grey
- Stolen Moments
- Claws
- Such Is Life (1931)